# Клеон чотирисмугий
Клеон чотирисмугий (Stephanocleonus tetragrammus) — вид жуків з родини довгоносиків (Curculionidae).

## Поширення
Знахідки виду відомі з Угорщини, Швеції, Польщі, Молдови, України, Півдня Європейської частини Росії, а також Арменії, Казахстану і Західного Сибіру.

## Опис
Досить великий довгоносик, завдовжки 9-15 мм. Тіло вузькоовальне, чорного кольору. Головотрубка коротка, кілевата. Вздовж бічних країв передньоспинки проходять білі смуги. Передньоспинка з гострим серединним кілем у передній частині і нерівною матовою поверхнею, рівномірно покритою подвійний пунктируванням. Боки передньоспинки з глибокою перетяжкою біля вершини. Надкрила зверху сплощені, точки в рядах дуже маленькі і негусті, спереду і позаду є дві пари коротких косих чорних плям.